# Rujište (Boljevac)
Rujište (em cirílico: Рујиште) é uma vila da Sérvia localizada no município de Boljevac, pertencente ao distrito de Zaječar, na região de Timočka Krajina. A sua população era de 328 habitantes segundo o censo de 2011.

## Demografia
| 1948 | 1953 | 1961 | 1971 | 1981 | 1991 | 2002 | 2011 |
| ---- | ---- | ---- | ---- | ---- | ---- | ---- | ---- |
| 945  | 949  | 942  | 868  | 743  | 601  | 470  | 328  |